# Somsak Musikaphan
Somsak Musikaphan (thailändisch สมศักดิ์ มุสิกะพันธ์, * 25. November 1992 in Bangkok), auch als Ball bekannt, ist ein thailändischer Fußballspieler.

## Karriere
Somsak Musikaphan spielte bis 2017 beim Zweitligisten Air Force Central in Bangkok. Mitte 2017 unterschrieb er einen Vertrag beim Erstligisten Ratchaburi Mitr Phol in Ratchaburi. Hier stand er bis 2019 unter Vertrag und absolvierte in der Zeit fünf Spiele in der ersten Liga, der Thai League. 2017 kam er in der U23-Mannschaft, die in der vierten Liga, die in der Western Region spielte, zum Einsatz. Hier schoss er sechs Tore. Die Hinserie 2018 wurde er an den in der zweiten Liga spielenden Sisaket FC nach Sisaket ausgeliehen. In der Rückserie 2018 spielte er auf Leihbasis beim Erstligisten Ubon UMT United in Ubon Ratchathani. Mit dem Club stieg er am Ende der Saison in die zweite Liga ab. 2019 erfolgte eine Ausleihe zu seinem ehemaligen Club Air Force Central. Hier spielte er die Hinserie. Die Rückserie wurde er an den Erstligisten Chainat Hornbill FC ausgeliehen. Mit dem Club aus Chainat musste er 2019 in die zweite Liga absteigen. Nach Vertragsende in Ratchaburi unterschrieb er 2020 in Lampang einen Vertrag beim Zweitligisten Lampang FC. Für Lampang bestritt er 33 Spiele in der zweiten Liga. Zur Saison 2021/22 wechselte er in die Hauptstadt zum Drittligisten Bangkok FC. Mit dem Verein trat er in der Bangkok Metropolitan Region der Liga an und wurde am Ende der Saison Vizemeister. In den Aufstiegsspielen zur zweiten Liga konnte man sich nicht durchsetzen. Im Sommer 2022 nahm ihn der Drittligaaufsteiger MH Nakhonsi City FC unter Vertrag. Mit dem Verein aus Tha Sala spielte er 23-mal in der Southern Region der Liga. Am Ende der Saison feierte er mit dem Verein die Vizemeisterschaft der Region und die Teilnahme an den Aufstiegsspielen zur zweiten Liga. In der Gruppenphase wurde man erster der Lower Region und stieg direkt in die zweite Liga auf. Im Finale um die Gesamtdrittligameisterschaft konnte man sich gegen den Sieger der Upper Region Chanthaburi FC durchsetzen. Nach dem Aufstieg wurde sein Vertrag im Sommer 2023 nicht verlängert. Am 12. Juli 2023 nahm ihn der in der Bangkok Metropolitan Region spielende Drittligist Samut Sakhon City FC unter Vertrag. Für den Verein aus Samut Sakhon bestritt er sechs Ligaspiele. Im Dezember 2023 wechselte er in die North/Eastern Region. Hier unterschrieb er in Loei einen Vertrag beim Muang Loei United FC. Nach vier Ligaspielen nahm ihn im Sommer 2024 der in der Eastern Region spielende Fleet FC unter Vertrag. Mit elf Treffern wurde er Torschützenkönig der Region.

## Erfolge
MH Nakhonsi City FC
- Thai League 3 – South: 2022/23 (2. Platz)
- Thai League 3 – National Championship: 2022/23  ▲

## Auszeichnungen
Thai League 3 – East
- Torschützenkönig: 2024/25 (11 Tore)